# Municipio de Brimfield (Illinois)
El municipio de Brimfield (en inglés: Brimfield Township) es un municipio ubicado en el condado de Peoria en el estado estadounidense de Illinois. En el año 2010 tenía una población de 1235 habitantes y una densidad poblacional de 13,07 personas por km².

## Geografía
El municipio de Brimfield se encuentra ubicado en las coordenadas 40°50′7″N 89°56′8″O / 40.83528, -89.93556. Según la Oficina del Censo de los Estados Unidos, el municipio tiene una superficie total de 94.52 km², de la cual 94,5 km² corresponden a tierra firme y (0,01 %) 0,01 km² es agua.

## Demografía
Según el censo de 2010, había 1235 personas residiendo en el municipio de Brimfield. La densidad de población era de 13,07 hab./km². De los 1235 habitantes, el municipio de Brimfield estaba compuesto por el 96,52 % blancos, el 0,32 % eran afroamericanos, el 0,08 % eran amerindios, el 0,4 % eran asiáticos, el 0,49 % eran de otras razas y el 2,19 % eran de una mezcla de razas. Del total de la población el 0,73 % eran hispanos o latinos de cualquier raza.